# باول روسو
باول روسو (بالإنجليزية: Paul Russo)‏ هو سائق سيارة سباق ومهندس أمريكي، ولد في 10 أبريل 1914 في كينوشا في الولايات المتحدة، وتوفي في 13 فبراير 1976 في كليرواتر في الولايات المتحدة.